# Antybolszewicki Blok Narodów

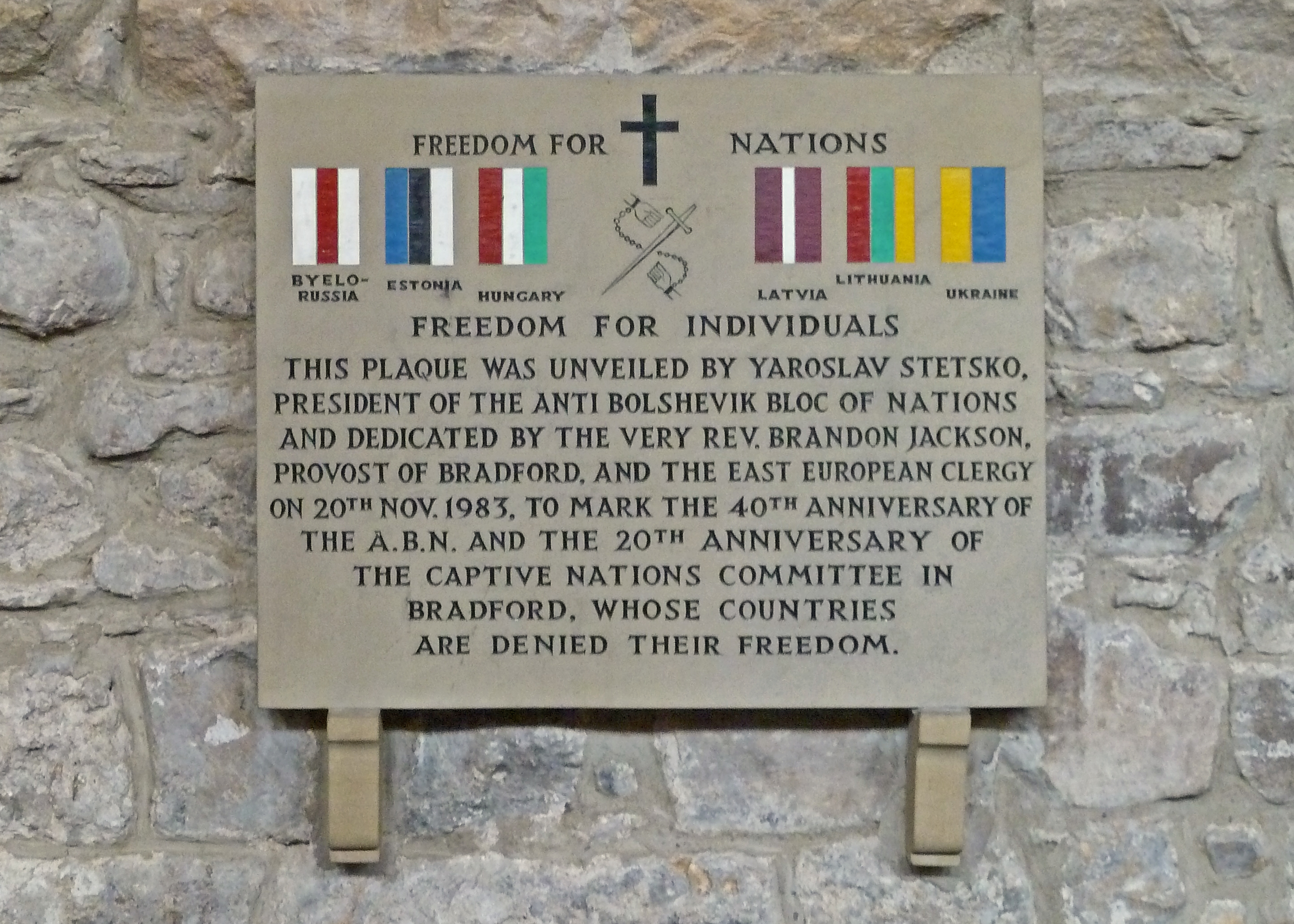
Tablica pamiątkowa w katedrze w Bradford, odsłonięta przez Jarosława Stećkę, przewodniczącego ABN, 20 listopada 1983 r. w 40 rocznicę powstania organizacji i 20 rocznicę Komitetu Narodów Zniewolonych w Bradford.

Antybolszewicki Blok Narodów (ang. Anti-Bolshevik Bloc of Nations, ABN) – koordynacyjna platforma współpracy emigracyjnych ugrupowań politycznych reprezentujących narody ZSRR i tzw. bloku wschodniego

## Historia
Początki ABN sięgają końca 1943 r., kiedy w dniach 21-22 listopada w rejonie Równego na okupowanych przez III Rzeszę ziemiach polskich odbyła się z inicjatywy Organizacji Ukraińskich Nacjonalistów konspiracyjna konferencja przedstawicieli 13 narodów nierosyjskich z europejskiego i azjatyckiego obszaru ZSRR. Uzgodniono wówczas koncepcję powołania antykomunistycznej platformy współpracy różnych narodów zamieszkujących Związek Radziecki. Jej celem miało być doprowadzenie do obalenia władzy komunistycznej w ZSRR i jego podziału na państwa narodowe.
Po zakończeniu II wojny światowej na kolejnej konferencji w Monachium, które stało się główną siedzibą, 16 kwietnia 1946 r. ABN uzyskał sformalizowaną strukturę. W następnych latach przyłączyły się do niego antykomunistyczne ugrupowania reprezentujące narody tzw. bloku wschodniego. Najbardziej aktywnym członkiem ABN była Organizacja Ukraińskich Nacjonalistów, której przewodniczący, Jarosław Stećko, stał jednocześnie na jego czele. Po jego śmierci w 1986 r. kierownictwo ABN objęła jego żona Sława Stećko. W skład kierownictwa organizacji wchodzili ponadto:
- Uzbek Weli Kajum-chan,
- Słowak Ferdinand Ďurčanský,
- Białorusin Radosław Ostrowski,
- Węgier Ferenc Farkas de Kisbarnak,
- Łotysz V. Bērziņš.

Funkcję sekretarza generalnego przez długie lata pełnili Gruzin N. Nakaszidze i Czech C. Pokorný.
Centrala ABN organizowała demonstracje i protesty antyradzieckie, a także międzynarodowe konferencje, na których ukazywano prawdziwe oblicze ZSRR i światowego komunizmu. Wydawała również rozliczne publikacje i materiały propagandowe w różnych językach. Jednym z jej głównych pism był miesięcznik „ABN Correspondence”, który wychodził od 1950 r. w języku angielskim, niemieckim i francuskim, później tylko angielskim. Ponadto koordynowała działalność wchodzących w jej skład organizacji (nie tylko narodowych, ale też lokalnych). Prowadzono współpracę ze Światową Ligą Antykomunistyczną i Europejską Radą Wolności. Utrzymywano silne kontakty z CIA. W kilku państwach, jak USA, Kanada, czy Wielka Brytania istniały miejscowe organizacje ABN (np. American Friends of the ABN), zaś w innych, jak Belgia, Włochy, Australia, czy Argentyna ABN był reprezentowany przez swoje oddziały i grupy. Antybolszewicki Blok Narodów został rozwiązany w 1996 r., po zrealizowaniu swoich celów.
Organizacje wchodzące w różnych latach w skład Antybolszewickiego Bloku Narodów:
- Komitet „Wolna Armenia”,
- Bułgarski Front Narodowy,
- Białoruska Centralna Rada,
- Kozacki Wyzwoleńczy Ruch Narodowy,
- Chorwacki Ruch Wyzwoleńczy,
- Czeski Ruch „Za Svobodu”,
- Czeski Komitet Narodowy,
- Estoński Ruch Wyzwoleńczy,
- Unia Estońskich Bojowników o Wolność,
- Gruzińska Organizacja Narodowa,
- Węgierski Ruch Wyzwoleńczy,
- Węgierski Ruch Mindszenty,
- Łotewskie Stowarzyszenie Walki przeciw Komunizmowi,
- Litewski Ruch Odrodzenia,
- Słowacki Komitet Wyzwoleńczy,
- Narodowy Turkiestański Komitet Zjednoczenia,
- Zjednoczona Organizacja Hetmańska,
- Organizacja Ukraińskich Nacjonalistów (frakcja banderowska),
- Za Wolność Wietnamu (w latach 70.),
- Wolna Kuba (w latach 70.).

## Literatura
- Енциклопедія українознавства, t. 1, s. 11